# Látková taška

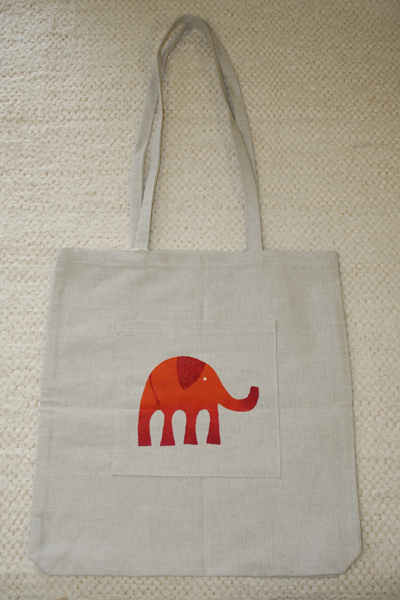
Látková taška s kapsou a potiskem (Český západ o.s.)

Látková taška je jednoduchá taška vyráběná z přírodních nebo umělých tkanin. Na rozdíl od igelitových tašek mají látkové delší životnost. Používají se často nejen k nákupu, ale i na běžné každodenní nošení. Nejčastěji se tašky šijí z bavlny či lnu, oblíbené jsou i jutové tašky. Některé tašky bývají i z umělých vláken či z recyklovaného materiálu.
Tašky se dají použít k reklamním účelům, kdy se na povrch tiskne firemní logo či slogan. Potisk látkových tašek se nejčastěji realizuje sítotiskem v reklamních dílnách nebo různými ručními technikami.